# Maurice De Muer
Maurice De Muer, né le 6 octobre 1921 à Potigny et mort le 4 mars 2012 à Montauroux, est un coureur cycliste français.

## Biographie
Il est professionnel de 1943 à 1951 au sein de l'équipe Peugeot-Dunlop. 
Il remporte Paris-Camembert en 1944 et termine deuxième de l'édition 1946 de Paris-Nice. Il sera le coéquipier de Ferdi Kübler, Paul Giguet, Camille Danguillaume, d'Émile Idée et de Jean de Gribaldy.
Maurice De Muer devient directeur sportif dès 1960. C'est à ce titre qu'il est plus connu. Prenant en charge une petite équipe, le groupe sportif Pelforth-Sauvage-Lejeune, il recrute des coureurs  de tempérament. Cette équipe est admise à participer au Tour de France à partir de 1963, le directeur sportif atteint la notoriété lorsqu'en 1964 l'un de ses coureurs Georges Groussard porte le maillot jaune pendant 10 journées. Son équipe, dont le capitaine de route est Henry Anglade triomphe cette année-là au classement inter-équipes. Il dirige ensuite l'équipe Bic (1969 à 1974) avec laquelle il mène le bouillant Luis Ocaña à la victoire sur le Tour de France en 1973 ainsi que l'équipe Peugeot de 1975 à 1982.

## Palmarès
- 1941
  - Grand Prix de Fourmies
- 1944
  - Paris-Camembert (Trophée Lepetit)
- 1945
  - 3e du Grand Prix des Alliés
  - 3e de la Ronde des Mousquetaires
  - 8e de Paris-Roubaix
- 1946
  - 2e de Paris-Nice
  - 3e de Paris-Tours
- 1947
  - Grand Prix de l'Écho d'Alger
  - 6e de Paris-Tours
  - 8e de Paris-Roubaix
- 1950
  - Classement général du Tour de la Manche

## Résultats sur le Tour de France
3 participations
- 1947 : abandon (2e étape)
- 1948 : abandon (14e étape)
- 1950 : 32e

## Résultats sur le Tour d'Italie
- 1948 : abandon